# Adrian Grygiel
Adrian Grygiel (ur. 13 sierpnia 1983 w Katowicach) – niemiecki hokeista pochodzenia polskiego. Reprezentant Niemiec. Uprawia także hokej na rolkach.

## Kariera
- Krefeld Pinguine (2000-2006)
  -  EV Duisburg (2000-2001, 2003)
  -  Grefrather EC 2001 (2002, 2003, 2006)
- Nürnberg Ice Tigers (2006-2012)
- Grizzly Adams Wolfsburg (2012-2013)
- Füchse Duisburg (2013)
- Augsburger Panther (2013-2017)
- Krefeld Pinguine (2017-2019)
- Eispiraten Crimmitschau (2019-2020)
- Krefelder EV 1981 II (2020-)

Urodził się w Polsce. Karierę rozpoczynał w Niemczech w Krefeld, wychowanek tamtejszego klubu Krefelder EV 1981.
Wieloletni zawodnik ligi DEL, w której do listopada 2013 rozegrał ponad 670 meczów.
Sezon 2013/2014 rozpoczął ponownie w EV Duisburg (grał tam kilkakrotnie w przeszłości) w rozgrywkach Oberliga West. Od końca listopada 2013 zawodnik Augsburger Panther. W marcu 2014 przedłużył kontrakt z klubem o rok. W marcu podpisał umowę ważną do 2017. Od końca marca 2017 ponownie zawodnik Krefeld Pinguine. W styczniu 2020 przeszedł do Eispiraten Crimmitschau. Od połowy 2020 zawodnik Krefelder EV 1981 II
W przeszłości juniorski reprezentant Niemiec. Wystąpił na mistrzostwach świata do lat 18 w 2001, do lat 20 w 2002 i 2003. W seniorskiej kadrze grał w meczach towarzyskich m.in. w 2005 i 2011.
Uprawia także hokej na rolkach, w 2005 był nominowany do reprezentacji Niemiec w tej dyscyplinie. Uczestniczy także w rozgrywkach ligowych w Niemczech w tym sporcie w barwach Bockumer Bulldogs.

## Sukcesy
Reprezentacyjne
- Mistrzostwa świata juniorów do lat 20 Dywizji I w 2002: awans do Elity

Klubowe
- Złoty medal mistrzostw Niemiec: 2003 z Krefeld Pinguine
- Srebrny medal mistrzostw Niemiec: 2007 z Nürnberg Ice Tigers